# Maik Walpurgis
Maik Walpurgis (Herford, 9 oktober 1973) is een Duits voetbalcoach.

## Carrière als trainer
Al op vroege leeftijd besloot Walpurgis zich niet te gaan richten op een carrière als voetballer, maar juist als trainer. Vanaf 2001 was hij eindverantwoordelijke, na bij diverse clubs in de jeugd gewerkt te hebben, bij SV Enger-Westerenger. Na één seizoen verliet hij die club al om de coaching bij FC Gütersloh te gaan verzorgen. Ook hier vertrok hij al na een enkel jaar, toen hij een baan aangeboden kreeg bij de beloften van Arminia Bielefeld. Oorspronkelijk liep zijn contract tot medio 2005, maar in januari van dat jaar besloot Walpurgis al zijn taken als coach neer te leggen. Het duurde uiteindelijk meer dan drie jaar voordat hij in Sportfreunde Lotte een nieuwe werkgever vond. In het seizoen 2012/13 kroonde hij zich tot kampioen van de Regionalliga West, maar in het beslissende duel om promotie wist de ploeg uit Lotte niet te winnen van RB Leipzig. In de zomer van 2013 tekende Walpurgis een tweejarige verbintenis bij VfL Osnabrück.
Hij werd in november 2016 aangesteld als trainer van FC Ingolstadt 04 als opvolger van de ontslagen Markus Kauczinski. Hij wist de club echter niet te behouden in de hoogste afdeling. Ingolstadt degradeerde na twee seizoenen op de voorlaatste speeldag van het seizoen 2016/17 na een 1-1 gelijkspel bij SC Freiburg.